# Piabucus dentatus
Piabucus dentatus es una especie de peces de la familia Characidae en el orden de los Characiformes.

## Morfología
Los machos pueden llegar alcanzar los 12,9 cm de longitud total.

## Hábitat
Vive en zonas de clima tropical entre 20 °C - 25 °C de temperatura.

## Distribución geográfica
Se encuentran en Sudamérica:  cuencas fluviales costeras desde el Golfo de Paria (Venezuela) hasta la desembocadura del río Amazonas.